# Phoenix Suns 2002-2003
La stagione 2002-03 dei Phoenix Suns fu la 35ª nella NBA per la franchigia.
I Phoenix Suns arrivarono quarti nella Pacific Division della Western Conference con un record di 44-38. Nei play-off persero al primo turno con i San Antonio Spurs (4-2).

## Roster
| N° | Naz.                   | Ruolo | Sportivo          | Anno | Alt. | Peso |
| -- | ---------------------- | ----- | ----------------- | ---- | ---- | ---- |
| 0  | Stati Uniti (bandiera) | G     | Randy Brown       | 1968 | 188  | 86   |
| 1  | Stati Uniti (bandiera) | GA    | Anfernee Hardaway | 1971 | 201  | 88   |
| 2  | Stati Uniti (bandiera) | G     | Joe Johnson       | 1981 | 203  | 102  |
| 3  | Stati Uniti (bandiera) | G     | Stephon Marbury   | 1977 | 188  | 82   |
| 4  | Stati Uniti (bandiera) | A     | Alton Ford        | 1981 | 206  | 125  |
| 14 | Stati Uniti (bandiera) | A     | Dan Langhi        | 1977 | 211  | 100  |
| 23 | Stati Uniti (bandiera) | GA    | Casey Jacobsen    | 1981 | 198  | 98   |
| 24 | Stati Uniti (bandiera) | A     | Tom Gugliotta     | 1969 | 208  | 109  |
| 25 | Grecia (bandiera)      | C     | Jake Tsakalidīs   | 1979 | 218  | 129  |
| 31 | Stati Uniti (bandiera) | A     | Shawn Marion      | 1978 | 201  | 100  |
| 32 | Stati Uniti (bandiera) | AC    | Amar'e Stoudemire | 1982 | 208  | 111  |
| 43 | Stati Uniti (bandiera) | C     | Jake Voskuhl      | 1977 | 211  | 111  |
| 45 | Stati Uniti (bandiera) | A     | Bo Outlaw         | 1971 | 203  | 95   |
| 47 | Stati Uniti (bandiera) | AC    | Scott Williams    | 1968 | 208  | 104  |

## Staff tecnico
- Allenatore: Frank Johnson
- Vice-allenatori: Mike D'Antoni, Tim Grgurich, Marc Iavaroni, Phil Weber
- Preparatore atletico: Aaron Nelson
- Assistente preparatore: Casey Smith
- Preparatore fisico: Robin Pound